# Братское (Первомайский район)
Бра́тское  (до 1948 года Бию́к-Конра́т; укр. Братське, крымскотат. Büyük Qoñrat, Буюк Къонърат) — село в Первомайском районе Республики Крым, входит в состав Гвардейского сельского поселения (согласно административно-территориальному делению Украины — Гвардейского сельского совета Автономной Республики Крым).

## Население
| 2001 | 2014 |
| ---- | ---- |
| 480  | ↘345 |

Всеукраинская перепись 2001 года показала следующее распределение по носителям языка
| Язык             | Процент |
| ---------------- | ------- |
| русский          | 62.71   |
| украинский       | 20.4    |
| крымскотатарский | 16.6    |
| другие           | 0.21    |

### Динамика численности
| - 1806 год — 49 чел. - 1864 год — 9 чел. - 1889 год — 116 чел. - 1900 год — 160 чел. - 1915 год — 26/17 чел. - 1926 год — 129 чел. | - 1939 год — 162 чел. - 1989 год — 467 чел. - 2001 год — 480 чел. - 2009 год — 460 чел. - 2014 год — 345 чел. |

## Современное состояние
На 2016 год в Братском числится 5 улиц и 1 переулок; на 2009 год, по данным сельсовета, село занимало площадь 50,2 гектара, на которой в 164 дворах проживало 460 человек. Действуют сельский клуб, сельская библиотека-филиал № 3, фельдшерско-акушерский пункт

## География
Братское — село в востоке района, степном Крыму, высота центра села над уровнем моря — 64 м. Ближайшее село — Гвардейское в 2,5 км на восток. Расстояние до райцентра — около 17 километров (по шоссе), ближайшая железнодорожная станция — Воинка (на линии Джанкой — Армянск) — примерно 49 километров. Транспортное сообщение осуществляется по региональной автодороге 35Н-417 от шоссе Красноперекопск — Симферополь до Александровки (по украинской классификации — С-0-11033).

## История
Первое документальное упоминание села встречается в Камеральном Описании Крыма… 1784 года, судя по которому, в последний период Крымского ханства Кондратчик входил в Караул кадылык Перекопского каймаканства.
После присоединения Крыма к России (8) 19 апреля 1783 года, (8) 19 февраля 1784 года, именным указом Екатерины II сенату, на территории бывшего Крымского Ханства была образована Таврическая область и деревня была приписана к Перекопскому уезду. После Павловских реформ, с 1796 по 1802 год, входила в Акмечетский уезд Новороссийской губернии. По новому административному делению, после создания 8 (20) октября 1802 года Таврической губернии, Биюк-Конрат был включён в состав Бозгозской волости Перекопского уезда.
По Ведомости о всех селениях в Перекопском уезде состоящих с показанием в которой волости сколько числом дворов и душ… от 21 октября 1805 года, в деревне Конрат числилось 6 дворов и 49 жителей, исключительно крымских татар. На военно-топографической карте генерал-майора Мухина 1817 года деревня Биюк конрат обозначена с 5 дворами. После реформы волостного деления 1829 года Конрат, согласно «Ведомости о казённых волостях Таврической губернии 1829 года» отнесли к Эльвигазанской волости (переименованной из Бозгозской). На карте 1836 года в деревне 4 двора, а на карте 1842 года Бийдалы-Конрат обозначен условным знаком «малая деревня», то есть, менее 5 дворов.
В 1860-х годах, после земской реформы Александра II, деревню приписали к Ишуньской волости. В «Списке населённых мест Таврической губернии по сведениям 1864 года», составленном по результатам VIII ревизии 1864 года, Бийдалы-Конрат — владельческая деревня, с 1 двором и 9 жителями при колодцах. Согласно «Памятной книжке Таврической губернии за 1867 год», деревня Бейдали Конрат была покинута жителями, вследствие эмиграции крымских татар, особенно массовой после Крымской войны 1853—1856 годов, в Турцию и остаётся в развалинах. и, если на трехверстовой карте 1865 года деревня ещё обозначена, то на карте, с корректурой 1876 года, на её месте просто кошара. Есть сведения, что в 1865 году в пустую деревню заселили иммигрантов из Чехии, однако другие источники это не подтверждают. По «Памятной книге Таврической губернии 1889 года», по результатам Х ревизии 1887 года, в уже заселённой деревне Биталы-Конрат числилось 23 двора и 116 жителей.
После земской реформы 1890 года деревню отнесли к Александровской волости того же уезда. В «…Памятной книжке Таврической губернии на 1892 год» она не записана, а по «…Памятной книжке Таврической губернии на 1900 год» в Биюк-Конрате числилось 160 жителей в 22 дворах — первое документальное упоминание такого варианта названия. По Статистическому справочнику Таврической губернии. Ч.II-я. Статистический очерк, выпуск пятый Перекопский уезд, 1915 год, в деревне Биюк-Конрат Александровской волости Перекопского уезда числилось 9 дворов (6 дворов с землёй, 3 — безземельные) с чешским населением в количестве 26 человек приписных жителей и 17 — «посторонних», из которых 22 мужчины и 21 женщина. Жители владели 600 десятинами удобной земли. В хозяйствах имелось 64 лошади, 6 волов, 34 коровы и 92 головы мелкого скота.
После установления в Крыму Советской власти и учреждения 18 октября 1921 года Крымской АССР, в составе Джанкойского уезда был образован Курманский район, в состав которого включили село. В 1922 году уезды получили название округов. 11 октября 1923 года, согласно постановлению ВЦИК, в административное деление Крымской АССР были внесены изменения, в результате которых был ликвидирован Курманский район и село включили в состав Джанкойского. Согласно Списку населённых пунктов Крымской АССР по Всесоюзной переписи 17 декабря 1926 года, в селе Биюк-Конрат Акчоринского (русского) сельсовета Джанкойского района, числилось 25 дворов, все крестьянские, население составляло 129 человек. В национальном отношении учтено: 81 чех, 40 русских, 4 украинцев, 3 немцев, 1 еврей. Постановлением ВЦИК РСФСР от 30 октября 1930 года был создан Фрайдорфский еврейский национальный район (переименованный указом Президиума Верховного Совета РСФСР № 621/6 от 14 декабря 1944 года в Новосёловский) (по другим данным 15 сентября 1931 года) и село включили в его состав, а после разукрупнения в 1935-м и образования также еврейского национального Лариндорфского (с 1944 — Первомайский), село переподчинили новому району. По данным всесоюзная перепись населения 1939 года в селе проживало 162 человек.
В годы Великой Отечественной войны, во время освобождения Крыма в апреле 1944 года в окрестностях села погибло 7 советских воинов, захороненных в братской могиле на которой в 1944 году был установлен памятник из оштукатуренного камня в виде увенчанной звездой четырёхгранной усечённой пирамиды. В 1980 году памятник заменен на современный, состоящий из вертикальной разновысотной стелы с изображением солдата и танкиста и фамилиями погибших. Постановлением Совета министров Республики Крым № 627 от 20 декабря 2016 года памятник отнесён к категории объектов культурно-исторического наследия России регионального значения.
После освобождения Крыма от фашистов кампания по выселению из Крыма чехов не коснулась С 25 июня 1946 года Биюк-Конрат в составе Крымской области РСФСР Указом Президиума Верховного Совета РСФСР от 18 мая 1948 года, Биюк-Конрат переименовали в Братское. 26 апреля 1954 года Крымская область была передана из состава РСФСР в состав УССР.
Указом Президиума Верховного Совета УССР «Об укрупнении сельских районов Крымской области», от 30 декабря 1962 года был упразднён Первомайский район и село присоединили к Красногвардейскому. 8 декабря 1966 года был восстановлен Первомайский район и село вернули в его состав. Время упразднения Гвардейского сельсовета и включения в Октябрьский пока не установлено: на 15 июня 1960 года Братское ещё в составе прежнего, а на 1 января 1968 года село числилось в Октябрьском. С 1 января по 1 июня 1968 года Гвардейский сельсовет был восстановлен и село переподчинили ему. По данным переписи 1989 года в селе проживало 467 человек. С 12 февраля 1991 года село в восстановленной Крымской АССР, 26 февраля 1992 года переименованной в Автономную Республику Крым. С 21 марта 2014 года в составе Крыма аннексировано Россией.